# Heleophryne rosei
Heleophryne rosei је водоземац из реда жаба и фамилије Heleophrynidae.

## Угроженост
Ова врста је крајње угрожена и у великој опасности од изумирања.

## Распрострањење
Ареал врсте је ограничен на једну државу. 
Јужноафричка Република је једино познато природно станиште врсте.

## Станиште
Станишта врсте су шуме, планине и слатководна подручја.